# Stazzona (Olaszország)
Stazzona település Olaszországban, Lombardia régióban, Como megyében. Lakosainak száma 599 fő (2023. január 1.). Stazzona Dongo és Gravedona ed Uniti községekkel határos.

## Népesség
A település lakossága az elmúlt években az alábbi módon változott:
| Lakosok száma | 614  | 604  | 599  |
|               | 2017 | 2018 | 2023 |